# Shawn Adewoye
Shawn Adewoye, né le 29 juin 2000 à Brée en Belgique, est un footballeur belge qui joue au poste de défenseur au Fortuna Sittard.

## Biographie

### En club
Né à Brée en Belgique, Shawn Adewoye est notamment formé par le KRC Genk. Le 28 janvier 2019, il signe un nouveau contrat de 4 ans, le liant au club jusqu'en juin 2023. Adewoye ne fait toutefois aucune apparition avec l'équipe première du KRC Genk. 
Le 31 janvier 2021, il rejoint les Pays-Bas afin de s'engager en faveur du RKC Waalwijk.
Il joue son premier match en professionnel le 13 mars 2021, à l'occasion d'une rencontre d'Eredivisie face au Sparta Rotterdam. Il entre en jeu ce jour-là et son équipe s'incline 2-0.
Le 25 août 2022, Adewoye prolonge son contrat avec le RKC Waalwijk jusqu'en juin 2024.

### En sélections nationales
Né en Belgique, Shawn Adewoye possède également des origines nigérianes mais il joue pour son pays natal en sélection.
Adewoye commence avec les moins de 15 ans, jouant un total de quatre matchs entre 2014 et 2015.
Shawn Adewoye représente l'équipe de Belgique des moins de 17 ans en 2017, jouant un total de quatre matchs.
Avec les moins de 19 ans, Adewoye ne fait qu'une apparition, le 13 octobre 2018 face à l'Ouzbékistan. Lors de cette rencontre amicale, il entre en jeu et les deux équipes se neutralisent (1-1 score final).

## Statistiques

### En club
| Saison                | Club                  | Championnat           | Championnat | Championnat | Championnat | Coupe(s) nationale(s) | Coupe(s) nationale(s) | Coupe(s) nationale(s) | Total | Total | Total |
| Saison                | Club                  | Division              | M.          | B.          | P.d.        | M.                    | B.                    | P.d.                  | M.    | B.    | P.d.  |
| 2020-2021             | RKC Waalwijk          | Eredivisie            | 3           | 0           | 0           | -                     | -                     | -                     | 3     | 0     | 0     |
| 2021-2022             | RKC Waalwijk          | Eredivisie            | 22          | 0           | 0           | 3                     | 0                     | 1                     | 25    | 0     | 1     |
| 2022-2023             | RKC Waalwijk          | Eredivisie            | 33          | 1           | 1           | 0                     | 0                     | 0                     | 33    | 1     | 1     |
| 2023-2024             | RKC Waalwijk          | Eredivisie            | 29          | 1           | 0           | 1                     | 0                     | 0                     | 30    | 1     | 0     |
| Sous-total            | Sous-total            | Sous-total            | 87          | 2           | 1           | 4                     | 0                     | 1                     | 91    | 2     | 2     |
| 2024-2025             | Fortuna Sittard       | Eredivisie            | 24          | 1           | 0           | 1                     | 0                     | 0                     | 25    | 1     | 0     |
| 2025-2026             | Fortuna Sittard       | Eredivisie            | 2           | 0           | 0           | -                     | -                     | -                     | 2     | 0     | 0     |
| Sous-total            | Sous-total            | Sous-total            | 26          | 1           | 0           | 1                     | 0                     | 0                     | 27    | 1     | 0     |
| Total sur la carrière | Total sur la carrière | Total sur la carrière | 113         | 3           | 1           | 5                     | 0                     | 1                     | 118   | 3     | 2     |